# عبدالقادر غزال
عبدالقادر غزال (انگلیسی: Abdelkader Ghezzal؛ زادهٔ ۵ دسامبر ۱۹۸۴) یک بازیکن فوتبال اهل فرانسه است.